# November (revija)
November je slovenska literarna revija, ki jo izdaja novogoriško Društvo humanistov Goriške od leta 2019. Namenjena je objavam literatov z območja obeh Goric, Tolmina, Trsta, Kopra, Sežane in Ilirske Bistrice.
Do leta 2023 je izšlo 6 številk. Prvih pet je izšlo v revijalni obliki, šesta pa v časopisni.
Med preteklimi uredniki sta bila Nejc Rožman Ivančič in Miha Kosovel.

## Teme
- 3. številka (2021): Odnosi v času pandemije covida-19.[4]
- 6. številka (2023): Literatura in moškost[5]
- 7. številka: Literatura in sram[6]